# Schloss Fünfkirchen
Schloss Fünfkirchen är ett slott i Österrike.   Det ligger i distriktet Mistelbach och förbundslandet Niederösterreich, i den nordöstra delen av landet, 60 km norr om huvudstaden Wien. Schloss Fünfkirchen ligger 231 meter över havet.
Terrängen runt Schloss Fünfkirchen är platt åt sydost, men åt nordväst är den kuperad. Närmaste större samhälle är Poysdorf, 9,3 km söder om Schloss Fünfkirchen. 
Trakten runt Schloss Fünfkirchen består till största delen av jordbruksmark. Runt Schloss Fünfkirchen är det ganska tätbefolkat, med 56 invånare per kvadratkilometer.